# ラグ語
ラグ語 (Laghu_language, ホアタナ語、カトバ語とも) は、ソロモン諸島のサンタイサベル島で話させていた消滅した言語である。
最後のラグ語話者は1984年に死亡した。かつてラグ語が話されていたバオロ村とサマンソドゥ村の人々は、現在はザバナ語を話している。